# 小行星13219
小行星13219（13219 Cailletet）是一颗绕太阳运转的小行星，为主小行星带小行星。该小行星于1997年6月30日发现。

## 轨道参数
小行星13219的轨道半长轴为3.2013253 UA，离心率为0.106。